# Волков Владислав Олександрович
Владислав Олександрович Волков (нар. 19 квітня 1995, с. Благовіщенка, Запорізька область — пом. 29 липня 2022, селище Оленівка, Донецької області) — український військовослужбовець, солдат Окремого загону спеціального призначення «Азов» Національної гвардії України, учасник російсько-української війни, який відзначився під час відбиття російського вторгнення в Україну і загинув у полоні внаслідок терористичного акту, вчиненого в ніч проти 29 липня 2022 року російськими окупаційними військами на території колишньої Волноваської виправної колонії № 120. Кавалер ордена «За мужність» ІІІ ступеня (2023, посмертно).

## Життепис
Владислав народився на Великдень 19 квітня 1995 року (саме від того згодом походитиме його позивний – «Пасха») у родині військовослужбовця. Його родина тоді жила в селі Благовіщенка Запорізької області. Змалечку допомагав батькам, ріс жвавим, веселим, артистичним, мав багато друзів, у дитинстві разом із братом підтримував фізичну форму постійними вправами, грав у футбол. Мав хист до малювання, навчався у художній школі, що у сусідньому селищі Кам’янці, писав пейзажі та портрети. З 9 класу почав вчитися грати на гітарі, із музичних стилів віддавав перевагу року (особливо – українському), тому побував на багатьох рок-фестивалях. 
Із початком Революції Гідності Владислав брав участь у протестних акціях у центрі столиці. З 2015 року проходив військову службу за контрактом у ОЗСП «Азов» Національної гвардії України. 
За два роки звільнився у запас, жив у Маріуполі, де створив сімʼю, згодом у подружжя народилася донька. Заробляв наданням послуг з ремонту житла (виготовляв підвісні стелі).
25 лютого 2022 року добровольцем повернувся на військову службу до ОЗСП «Азов». За словами старшого брата, у перший день повномасштабної російської агресії Владислав привіз до нього родину, разом вони купили у магазині різної їжи, а вранці наступного дня він зібрав рюкзак, сказав: «Братан, треба!», і поїхав разом із побратимами… Пізніше браття зустрічалися знов, востаннє – у Владислава була поранена нога, він був помітно втомлений, але говорив, що все буде добре, і брату запам’яталося, що він не виявляв страху. 
Після повернення до лав «Азову» Владислава було призначено до взводу матеріально-технічного забезпечення 1-го батальйону оперативного призначення і його завданням під час вуличних боїв переважно була доставка однополчанам на передову боєприпасів та харчування, інколи доводилось й готувати щось власноруч. 
Побратими згадують про нього як про позитивну людину, що ставилася до всього з гумором і підтримувала своїм оптімізмом і жартами тих, хто був навколо. Багатьом він запам’ятався вмінням із мінімуму продуктів приготувати їстівну страву – жартома йому радили відкрити власну пекарню. У ніч на 9 травня відзначився, коли російською авіабомбою було зруйновано один із бункерів металургійного комбінату «Азовсталь» – Владислав одним із перших кинувся на допомогу людям, які опинилися під завалами, і врятував багатьох із них. Олександр із позивним «Схід» згадує, що наступного дня (10 травня) на тому ж місті вони із «Пасхою» зуміли дістати живим ще одного «азовця» із позивним «БАМ». Також, за словами батьків, «Пасха» товаришував із Дмитром Круковським на псевдо «Електрик», із яким воював у Маріуполі у одній групі.
Востаннє «Пасха» спілкувався з батьком 17 травня, повідомівши, що того ж дня має знищити свої смартфон, документи, одяг та амуніцію. 
За наказом вищого військового керівництва заради збереження життя людей Владислав вийшов з побратимами з «Азовсталі» та потрапив у так званий «полон за домовленістю». Утримувався на території колишньої Волноваської виправної колонії № 120 в окупованому селищі Молодіжному, що неподалік колишнього адміністративного центру селищної ради Оленівки колишнього Волноваського (нині – Кальміуського) району Донецької області, де окупанти утворили фільтраційну в’язницю. 
У ніч на 29 липня 2022 року прийняв мученицьку смерть у полоні внаслідок масового вбивства військовополонених, влаштованого окупантами у колонії в Оленівці.
Після репатріації тіл загиблих і ДНК-експертиз 19 грудня 2023 року солдат Волков був похований із військовими почестями на військовому кладовищі у Запоріжжі. 

## Родина
У Владислава залишилися батьки, брат, сестра, донька.

## Нагороди
- орден «За мужність» ІІІ ступеня (3 листопада 2023 р., посмертно)  – за особисту мужність і самовідданість, виявлені у захисті державного суверенітету та територіальної цілісності України, сумлінне та бездоганне служіння Українському народові[3];